# Vladimír Horský
Vladimír Horský (10. února 1914 Břuchotín – 26. září 1940 Lamanšský průliv u ostrova Wight) byl český stíhací pilot, účastník bitvy o Británii a oběť druhé světové války.

## Život

### Před druhou světovou válkou
Vladimír Horský se narodil 10. února 1914 v Břuchotíně na Olomoucku. Již v mládí ho lákalo létání a proto se stal členem olomouckého aeroklubu. I prezenční vojenskou službu nastoupil u letectva, v roce 1936 nastoupil ke studiu na vojenské akademii, po jeho ukončení se stal operačním pilotem a sloužil u leteckého pluku 2 v Olomouci. Létal na strojích Avia B-534 a nalétal 249 letových hodin.

### Druhá světová válka

#### Francie
Po německé okupaci opustil Vladimír Horský 22. července 1939 ilegálně Protektorát Čechy a Morava a 6. srpna se v Krakově přihlásil do zde vznikající československé zahraniční jednotky. Protože v té době nemohlo Polsko dle platných mezinárodních smluv na svém území budovat zahraniční jednotky, pokračoval 17. srpna dál do Francie, kde byl ale ze stejného důvodu nucen podepsat vstup do cizinecké legie. Než byl odeslán do severní Afriky změnilo situaci vypuknutí druhé světové války. Dne 16. září byl Vladimír Horský odeslán do Chartres, kde se začal přeškolovat na francouzskou leteckou techniku. Bitvy o Francii se zúčastnil jako příslušník jednotky GC I/6, bojoval na stroji Morane-Saulnier MS.406, dne 11. června byl lehce raněn během souboje s německým letounem Messerschmitt Bf 109, dokázal ale přistát na letišti v Connantre. Francouzská kapitulace 20. června 1940 jej zastihla v Bergeracu. Společně s dalšími se evakuoval z Port-Vendres přes Oran, Casablancu a Gibraltar do Liverpoolu.

#### Spojené království
Po příjezdu do Spojeného království vstoupil Vladimír Horský do Royal Air Force a byl zařazen do 310. československé peruti. Do jejího operačního nasazení dne 17. srpna 1940 se nestihl přeškolit na její stroje Hawker Hurricane a pokračoval v něm ve výcvikovém středisku 6. OTU v Sutton Bridge. Po ukončení výcviku 10. září téhož roku byl zařazen k 238. peruti na letišti Middle Wallop. První operační hlídkový let absolvoval 19. září, první bojový výstup si zapsal 25. září během napadení vracejících se bombardérů Heinkel He 111 s doprovodnými stíhačkami Messerschmitt Bf 110 u Yeovilu, během kterého zaznamenal sestřel jednoho He 111 ve spolupráci. O den později se jedenáct Hurricanů střetlo se čtyřiceti messerschmitty 110 nad ostrovem Wight. Pět nepřátelských strojů bylo zničeno a dva poškozeny, jedinou ztrátou 238. perutě byl letoun P3098 Vladimíra Horského, který se po sestřelení zřítil do moře. Jeho tělo nebylo nikdy nalezeno.

## Ocenění

### Vyznamenání
- 1940 Croix de guerre

#### in memoriam
- Hvězda 1939–1945
- Britská medaile Za obranu
- Válečná medaile 1939–1945
- Československý válečný kříž 1939
- Pamětní medaile československé armády v zahraničí
- Kříž obrany státu ministra obrany České republiky[1]

### Povýšení in memoriam
- Vladimír Horský byl in memoriam povýšen do hodnosti plukovníka